# باکلان چاتهام
باکلان چاتهام (نام علمی: Phalacrocorax onslowi) نام یک گونه از سرده باکلان‌های سیاه است.